# 核辅助电力系统
核辅助电力系统（Systems Nuclear Auxiliary POWER）英文简称斯纳普(SNAP)计划，是20世纪60年代美国宇航局启动的一项实验性放射性同位素热能发电机和太空核反应堆航天计划。

## 以奇数编号的核辅助电力系统：放射性同位素热能发电机
利用放射性衰变热能发电的放射性同位素热能发电机。

### 斯纳普1型
斯纳普1型(SNAP-1)是从未部署的测试样机，它在朗肯循环中使用铈144与汞作为传热流体，成功运行了2500小时。

### 斯纳普3型
斯纳普3型(SNAP-3)是首款用于太空任务的放射性同位素热能发电机(1961年)，被搭载在美国海军的子午仪4A和4B号导航卫星上发射升空，该台发电机的输出电力为2.5瓦。

### 斯纳普7型

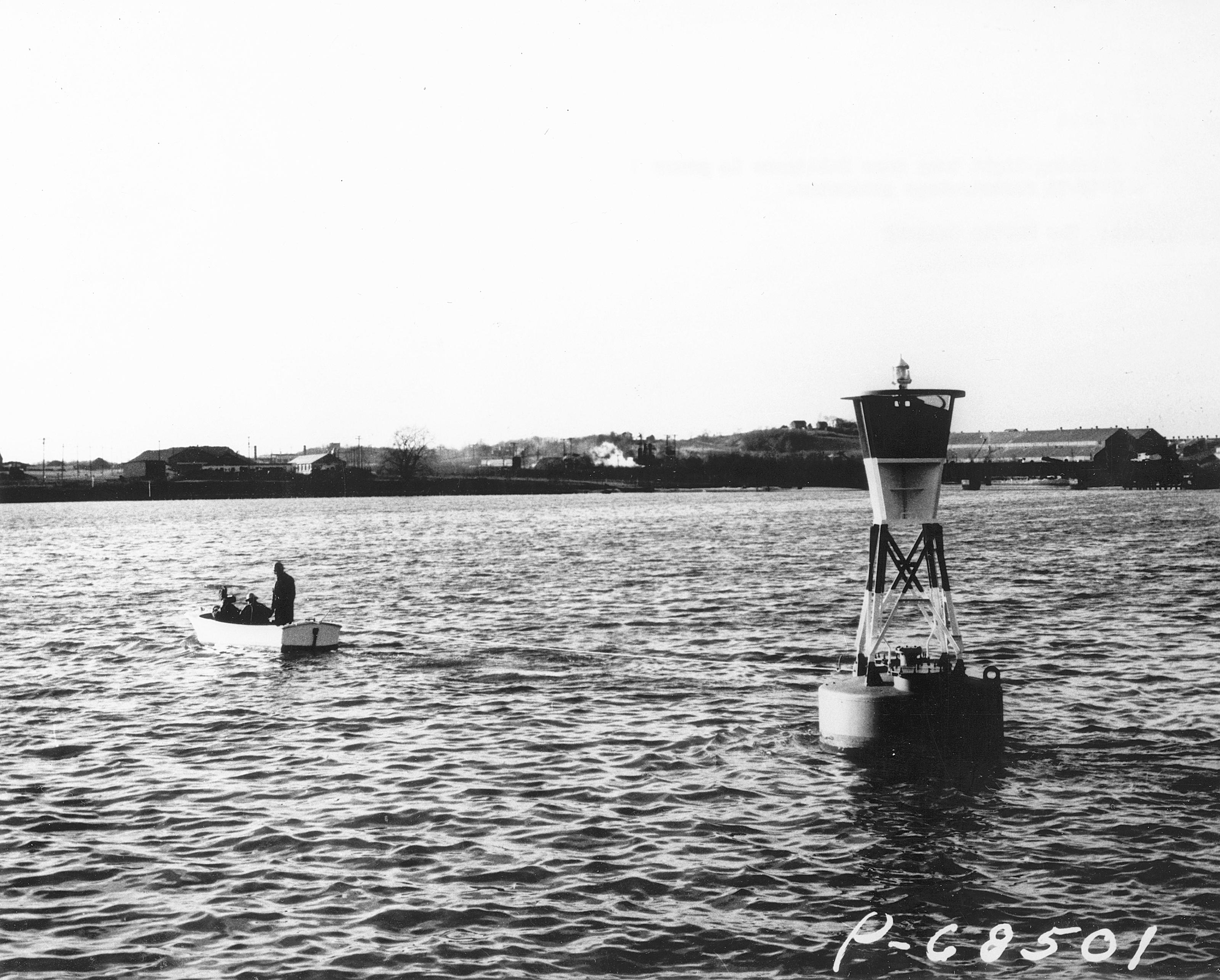
巴尔的摩附近的导航浮标，闪光灯由斯纳普7A号供电

核辅助电力系统7型(SNAP-7)是为灯塔和浮标等海洋应用而设计，在20世纪60年代中期，至少部署了6台，分别命名为“斯纳普7A号”(SNAP-7A)到“斯纳普7F号”(SNAP-7F)，其中斯纳普7F号制造出30瓦的电力耗用了225千居里(8.3拍贝克)(约4千克)的锶-90，相当于1870到6000磅(850到2720公斤)的钛酸锶，这是非常大的量。

### 斯纳普9型
继子午仪4A/B卫星上的3型发电机后，斯纳普9型(SNAP-9)在子午仪系列卫星上服役。1964年4月，斯纳普-9A号所搭载的卫星未能进入轨道并解体，大约1千克(2.2磅)的钚-238散布在所有大陆上，大部分的钚落在了南半球，估计共释放了6300吉贝克或相当于人均2100希沃特的辐射剂量，这也导致了美国宇航局对太阳能光伏发电技术的开发。

### 斯纳普11型
斯纳普11型(SNAP-11)是一种实验性的放射性同位素热能发电机主要是在月球夜晚期间为勘测者号探测器供电。锔242放射性同位素热能发电机可利用900瓦的热能在130天内持续提供25瓦的电力。热接头的温度为华氏925°(摄氏496°；769K)，冷接头的温度为华氏350°(摄氏177°；450K)，它们之间有一套液态钠钾合金热控制系统和一只活动阀门来释放多余的热量，但该发电机并没有用于测量任务。

“一般来说，斯纳普11型的燃料块是一个圆柱形多元材料单元，位于发电机内的钼合金燃料舱(TZM)中，燃料块中央为锔242(包覆着一层金属铱的三氧化二锔)。整个容器被包裹在一个直径约2-1/4英寸的金属铂球中，它提供了一层保护屏障，考虑作为发生撞击时的能量吸收层。该组件又被封装在石墨和铍的子组件中，以提供适当的热分布和烧蚀保护”。

### 斯纳普19型
斯纳普19B型(SNAP-19B)发电机是为“雨云B号”气象卫星研发的，以钚-238为燃料，带有两只并列碲化铅热电偶，初始最大发电功率约为30瓦。雨云3号使用的斯纳普19B型发电机利用了从雨云B1号卫星中回收的燃料。
斯纳普19s型为先驱者10号和先驱者11号任务提供电力，使用了掺有银锗锑碲(TAGS)的磷和氮为热电元件。
改进版的斯纳普19Bs型曾用于海盗1号和海盗2号着陆器
一台斯纳普19C型发电机曾用于为中情局设在北阿坎德邦楠达德维山上的遥测阵列供电，以追踪中国的导弹发射。

### 斯纳普21及23型
斯纳普21型(SNAP-21)斯纳普23型均设计为水下使用，使用锶-90作为放射源，封装为氧化锶或钛酸锶，它们大约能发出10瓦电力。

### 斯纳普27型

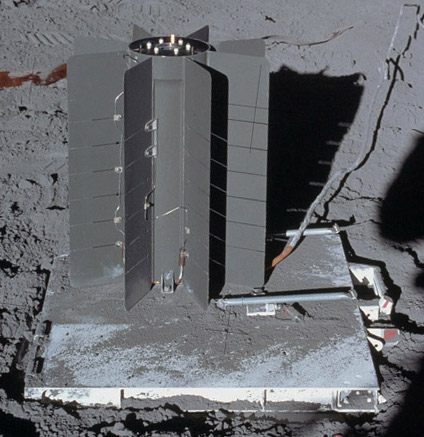
位于月球上斯纳普27型发电机。

五台斯纳普27型(SNAP-27)装置为阿波罗12、14、15、16和17留在月球上的阿波罗月球表面实验包提供电力。斯纳普27型电源重约20公斤，长46厘米，直径40.6厘米。它由一只被同心热电偶环包围的中央燃料筒组成，热电偶外部有一组从冷侧向外散热的散热片。每台斯纳普装置在30伏额定电压下产生约75瓦的电力，它的热源是一根钚-238棒，提供约1250瓦的热功率，中央燃料舱中装有3.8千克(8.4磅)的氧化钚-238(44500居里或1.65拍贝克)，登月前，燃料舱装在一个单独的燃料桶中，附着在登月舱的侧面。燃料桶为燃料舱提供了隔热和结构支撑。登月后，登月舱宇航员将燃料舱从燃料桶中取出，并插入放射性同位素热能发电机(RTG)中。
这些探测站点在登月后的数年中，发回了有关月震和流星撞击、月球磁场和重力场、月球内部温度和大气层等信息。十年后，一台斯纳普27型发电机的输出功率仍超出初始70瓦的90%。
阿波罗13号任务所携带的斯纳普27型发电机燃料桶目前沉没在太平洋汤加海沟20000英尺(6100米)深的海底。这次任务未能在月球着陆，运载发电机的登月舱在重返地球大气层时烧毁，并调整好轨道让燃料桶落入到海沟中。燃料桶在重返大气层时一如事先的设计，完整地幸存下来，没有发现钚的释放。燃料桶耐腐蚀的材料预计可安全保存这些放射性燃料达10倍的半衰期(870年)。

## 偶数编号的核辅助电力系统：紧凑型核反应堆

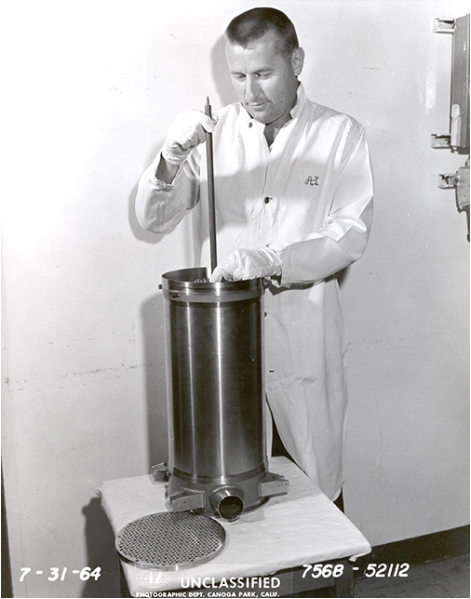
斯纳普8 DR型核反应堆堆芯的组装。

一系列用于太空用途的紧凑型核反应堆，偶数编号的核辅助电力系统是由北美航空的原子能国际部门为美国政府开发的。

### 斯纳普实验堆(SER)
斯纳普实验反应堆(SER)是第一座按照太空卫星应用规范建造的反应堆，它使用铀氢锆为燃料，共晶钠钾合金作为冷却剂，并以大约50千瓦的热功率运行。该系统没有能量转换，但采用了一套将热量散发到大气中的辅助热风系统。应用了与斯纳普10A型类似的反射慢化剂装置反应堆，但只有一个反射面。1959年9月达到临界状态，1961年12月完成最终停堆。该项目被认为取得成功，给斯纳普计划的开发带来了长久的信心，也导致了更深入的研究和组件开发。

### 斯纳普2型
斯纳普2号开发型反应堆是建造的第二座斯纳普反应堆，该装置使用氢化铀锆燃料，设计功率为55千瓦，为第一座使用飞行控制组件的型号，并于1961年4月至1962年12月进行了测试。其基本理念是，核动力将成为载人太空舱的长期能源，但必须保护乘员舱免遭来自核反应堆致命辐射的影响。用辐射屏蔽罩包围反应堆并不可行，这对当时可发射的火箭来说太重。为保护“机组乘员”和“有效载荷”，斯纳普2型系统采用了一种“遮蔽护盾”，该护盾是一截含氢化锂的截角圆锥体，反应堆在上端，乘员舱/有效载荷则位于底端遮敝下。
研究人员对反应堆、单个组件和支持系统进行了研究，北美航空的原子能国际部完成了开发和测试工作。斯纳普2型防护罩研制单位则负责研发辐射防护罩，制造防护罩意味着要熔化氢化锂并将它铸造成所需的形状：一截大圆锥台。熔融的锂氢化物必须一次一点地倒入铸模，否则在冷却和固化时会破裂。屏蔽材料中的裂纹对所有依赖它的太空乘员或有效载荷都是致命的，因为这会让辐射穿过乘员/有效载荷舱。随着材料的冷却，它会在里面形成一种空心漩涡，开发工程师必须设法填补这种漩涡，同时保持屏蔽层的完整性。而且，在进行所有这些操作时，还必须时刻记住，他们正在使用的这种材料在潮湿富氧环境中极不稳定，可能会易爆。分析还显示，在热量和辐射梯度下，氢化锂可能会分解，氢离子可通过屏蔽层迁移，导致屏蔽功效的弱化，并使有效载荷遭受到强烈辐射。研制团队进行了不懈的努力，以克服和减轻这些影响。
斯纳普2DR型使用了与斯纳普10A型类似的反射慢化剂装置，但有两个可移动和内部固定的反射体。设计该系统的目的是让反应堆与朗肯汞循环集成在一起，以产生3.5千瓦的电能。

### 斯纳普8型
斯纳普8型反应堆是原子国际公司依据与美国国家航空航天局签订的合同而设计、建造和运行，共制造了两座斯纳普8型反应器：斯纳普8型实验反应器和斯纳普8型开发反应器。两座反应堆都使用了与斯纳普2型和10A型相同的高浓缩氢化铀锆燃料。斯纳普8型设计包括了用于将热能传输至水银朗肯动力转换系统的一级和二级钠钾合金回路，斯纳普8型反应堆的发电系统由洛克达因航太控股公司提供
斯纳普8型实验反应堆是一座从1963年到1965年期间进行了测试的600千瓦反应堆。
斯纳普8型开发反应堆的堆芯尺寸为9.5×33英寸(24×84厘米)，共含有18磅(8.2千克)燃料，额定功率为1兆瓦。1969年，该反应堆在圣苏珊娜野外实验室(Santa Susana Field Laboratory)进行了试验。

### 斯纳普10A型
斯纳普10A型是1965年在“快照”计划下发射升空的一座太空级核反应堆动力系统，它是作为空军的一个研究项目而建造，目的是证明具有比放射性同位素热能发电机更高的发电能力。反应堆采用了两个可移动的铍反射体进行控制，并在使用初期产生出35千瓦的能量。为减轻发射风险，反应堆直到抵达安全轨道后才启动。
斯纳普10A型在1965年4月被发射到地球轨道，用于为洛克希德·马丁公司制造的“阿金纳-D”科学卫星提供动力。该系统在43天的飞行试验中产生了500瓦的电力，但由于接收到一条错误指令，反应堆被提前关闭，据预测，它将在轨道上存在4000年。 

## 另请参阅
- 太空核能
- 太空中的核动力系统清列表

## 资料来源
- 太空核能 美国能源部核能科学技术办公室